# RollerCoaster Tycoon (computerspel)
RollerCoaster Tycoon is een computerspel, gemaakt door Chris Sawyer. Het strategie- en bedrijfssimulatiespel kwam op 12 april 1999 in Europa uit, nadat het al 12 dagen verkrijgbaar was in de Verenigde Staten. Het ontwerp heeft gelijkenissen met het spel Transport Tycoon, omdat er voor de ontwikkeling gebruikgemaakt werd van de engine van Transport Tycoon.

## Ontwikkeling
Ontwikkelaar Chris Sawyer wilde eerst een vervolg maken voor zijn spel Transport Tycoon. Hij werd echter geobsedeerd door achtbanen en veranderde daardoor zijn plannen. Hij schreef Rollercoaster Tycoon in assembleertaal, voor integratie met Windows en DirectX gebruikte hij de programmeertaal C.
In het grootste gedeelte van de ontwikkelingsfase droeg het spel de naam White Knuckle. Nadat Hasbro Interactive het bedrijf MicroProse had overgenomen, werd de naam veranderd naar RollerCoaster Tycoon.
Het spel werd oorspronkelijk geschreven voor Windows 95 en 98, maar is ook speelbaar op hogere versies van Windows. Het computerspel was geen onmiddellijk succes, echter na enkele jaren werd het erg populair. Het leverde zelfs twee uitbreidingspakketten en twee vervolgen op.
Een versie voor de Xbox kwam in 2003 uit. Deze is bijna identiek aan de pc-versie, maar is te bedienen met de controller.

## Gameplay
Het doel van het spel is het maken van een eigen attractiepark dat voldoende enthousiaste bezoekers trekt. Rekening moet worden gehouden met factoren zoals de financiën, het personeel en de bezoekers van het attractiepark. Hoewel de titel dit laat vermoeden, gaat het spel niet enkel over achtbanen maar ook nog ander attracties. De leidraad zijn scenario's, opgedeeld in moeilijkheidscategorieën. Naarmate de speler langer met een scenario bezig is, worden er nieuwe attracties, verbeteringen aan attracties en thema's beschikbaar gesteld. Het aantal initieel beschikbare attracties en het aantal attracties die uitgevonden worden, varieert van scenario tot scenario.
Het basisspel bevat standaard 21 scenario's. De speler kan kiezen uit 14 achtbanen, 4 waterattracties, 8 spannende attracties, 3 vervoersattracties, 9 rustige attracties en 11 winkels. Ook vijf sets met themavoorwerpen zijn aanwezig, zoals Romeinse voorwerpen, Egyptische voorwerpen, Wonderland-voorwerpen, Ruimte-voorwerpen en voorwerpen geïnspireerd door de mijnbouw.

### Scenario's
Het basisspel bevat 22 scenario's, waarvan de eerste vijf direct speelbaar zijn. Als een speler een scenario heeft voltooid wordt de volgende vrijgespeeld. Na het vrijspelen van 21 scenario's komt Mega Park beschikbaar. Spelers kunnen hierin alle attracties van het spel bouwen. Dit scenario heeft geen doel maar heeft ook geen toegang tot onbeperkt geld.
Een klein deel van de scenario's zijn gebaseerd op echte parken. Katie's Dreamland (in de Amerikaanse versie ook wel bekend als Katie's World) is bijvoorbeeld gebaseerd op Lightwater Valley.
Naast het minimumaantal gasten die een park moet hebben, moet een park in die situatie ook altijd een klasse hebben die hoger is dan 600.
| Nr. | Naam van scenario                 | Omschrijving | Doel                    | Tijdsduur |
| --- | --------------------------------- | --- | ----------------------- | --------- |
| 1   | Forest Frontiers                  | Een locatie gelegen in een bos. Wordt ook gebruikt in de lesmodus van het spel. | 250 gasten              | 1 jaar    |
| 2   | Dynamite Dunes                    | Een locatie gelegen in het midden van de woestijn. Een achtbaan is al aanwezig in het park. | 650 gasten              | 3 jaar    |
| 3   | Leafy Lake                        | Een heuvelachtig landschap met in het midden van het park een meer. | 500 gasten              | 3 jaar    |
| 4   | Diamond Heights                   | Een park dat al in gebruik is, met onder andere een tweelingachtbaan. | Parkwaarde van $ 20.000 | 3 jaar    |
| 5   | Evergreen Gardens                 | Een voormalige tuin. De speler krijgt de taak deze om te bouwen tot een attractiepark. | 1000 gasten             | 4 jaar    |
| 6   | Bumbly Beach                      | Een klein attractiepark aan de rand van een woonwijk en tegen het strand. Een houten achtbaan, draaimolen en een reuzenrad zijn al aanwezig.                                                                              | 750 gasten              | 2 jaar    |
| 7   | Trinity Islands                   | Een groep eilanden met een aangelegd pad, de ruimte is beperkt. Gasten kunnen snel verdwalen. | 750 gasten              | 3 jaar    |
| 8   | Katie's Dreamland                 | Een attractiepark gebaseerd op Lightwater Valley, een bestaand attractiepark in North Yorkshire. | Parkwaarde van $ 15.000 | 3 jaar    |
| 8   | Katie's World (buiten Europa)     | Een attractiepark gebaseerd op Lightwater Valley, een bestaand attractiepark in North Yorkshire. | Parkwaarde van $ 15.000 | 3 jaar    |
| 9   | Pokey Park                        | Een van de kleinste attractieparken in de spellenserie. Aankoop van meer ruimte is mogelijk. | Parkwaarde van $ 10.000 | 2 jaar    |
| 9   | Dinkey Park (buiten Europa)       | Een van de kleinste attractieparken in de spellenserie. Aankoop van meer ruimte is mogelijk. | Parkwaarde van $ 10.000 | 2 jaar    |
| 10  | White Water Park                  | Alle waterattracties zijn al gebouwd in het park. Door onderzoek zijn alle attracties uit het spel te verkrijgen in dit scenario.                                                                                         | 900 gasten              | 3 jaar    |
| 10  | Aqua Park (buiten Europa)         | Alle waterattracties zijn al gebouwd in het park. Door onderzoek zijn alle attracties uit het spel te verkrijgen in dit scenario.                                                                                         | 900 gasten              | 3 jaar    |
| 11  | Millennium Mines                  | Een verlaten mijn werd lange tijd als toeristische attractie gebruikt. De speler moet deze nu ombouwen naar een succesvol attractiepark.                                                                                  | 800 gasten              | 3 jaar    |
| 12  | Karts & Coasters                  | Zoals de naam al zegt bevat dit, in het bos gelegen park, in het begin alleen kartbanen en houten achtbanen. | 1000 gasten             | 3 jaar    |
| 13  | Mel's World                       | Mel's World is een van de parken waarbij het aantal vereiste bezoekers het hoogst is. In het park zijn al diverse attracties te vinden, onder andere twee goedlopende achtbanen.                                          | 1200 gasten             | 3 jaar    |
| 14  | Mystic Mountain                   | Een heuvelachtig bos zonder bebouwing. | 800 gasten              | 3 jaar    |
| 14  | Mothball Mountain (buiten Europa) | Een heuvelachtig bos zonder bebouwing. | 800 gasten              | 3 jaar    |
| 15  | Pacific Pyramids                  | Het tweede park in het spel dat gelegen is in een woestijn, dit keer met Egyptische thematisering. | 1000 gasten             | 4 jaar    |
| 16  | Crumbly Woods                     | Dit park bevat bestaande attracties die ongeveer 13 jaar geleden geplaatst zijn. Dit zorgt voor veel onderhoud. | 1200 gasten             | 3 jaar    |
| 17  | Paradise Pier                     | Een klein park zonder land, de speler beschikt alleen over constructierechten. | 600 gasten              | 2 jaar    |
| 17  | Big Pier (buiten Europa)          | Een klein park zonder land, de speler beschikt alleen over constructierechten. | 600 gasten              | 2 jaar    |
| 18  | Lightning Peaks                   | Het tweede park dat beschikking heeft over alle attracties in het spel. Het park bestaat uit bergen die verbonden zijn met een skilift.                                                                                   | 900 gasten              | 3 jaar    |
| 19  | Ivory Towers                      | Een park met problemen, de paden zijn bevuild wegens gebrek aan afvalbakken en toiletten. Ook een achtbaan waarvan gasten snel misselijk worden en een achtbaan die in het begin van het spel gaat crashen zijn aanwezig. | 1000 gasten             | 3 jaar    |
| 20  | Rainbow Valley                    | Het verwijderen van de vele bomen in het park is niet mogelijk en aanpassingen aan het landschap zijn niet toegestaan. | 1000 gasten             | 4 jaar    |
| 21  | Thunder Rock                      | Een grote rots in het midden van de woestijn. Een stoeltjeslift brengt gasten naar boven. De gasten hebben gemiddeld niet veel geld op zak.                                                                               | 900 gasten              | 4 jaar    |
| 22  | Mega Park                         | Een soort zandbakmodus in het spel. Elke soort attractie is beschikbaar in het scenario, maar de speler heeft niet de beschikking over onbeperkt geld.                                                                    | Geen doel               | Geen      |

## Uitbreidingspakketten
Er kwamen twee uitbreidingspakketten op de markt voor het spel. Deze brachten, naast extra scenario's, nieuwe attracties en functies, zoals muziek bij de attracties.

### Uitbreidingsset Attracties
Uitbreidingsset Attracties (Engelse titel: Added Attractions, ook wel bekend als Corkscrew Follies buiten Europa) werd in de Verenigde Staten uitgebracht op 15 november 1999.
Onder andere displayborden voor boven paden worden toegevoegd aan het spel. Ook nieuwe scenario's, attracties en objecten zijn inbegrepen.

#### Scenario's
| Nr. | Naam van scenario  | Omschrijving | Doel                                          | Tijdsduur |
| --- | ------------------ | --- | --------------------------------------------- | --------- |
| 1   | Whispering Cliffs  | Een lange klif vormt de basis voor dit park, de ruimte is beperkt. Achtbanen kunnen het beste gebruikmaken van ondergrondse gedeeltes.                           | Parkwaarde van $ 17.000                       | 3 jaar    |
| 2   | Three Monkeys Park | Een in het bos gelegen park met een driedelige tweelingachtbaan.                                                                                                 | 1400 gasten                                   | 3 jaar    |
| 3   | Canary Mines       | Deze verlaten mijn bevat als toeristenattractie al een spoorweg en een verticale tweelingachtbaan.                                                               | 1300 gasten                                   | 3 jaar    |
| 4   | Barony Bridge      | Een voormalige brug is de basis voor een attractiepark. De speler kan alleen op het water en de twee kleine eilanden bouwen.                                     | 1200 gasten                                   | 3 jaar    |
| 5   | Funtopia           | Aan beide kanten van een snelweg is een attractiepark te vinden. Een pad over de weg verbindt deze met elkaar. Twee achtbanen en een reuzenrad zijn al aanwezig. | 1400 gasten                                   | 3 jaar    |
| 6   | Haunted Harbor     | Een aan het strand gelegen attractiepark. De bestaande attracties moeten worden behouden.                                                                        | 1200 gasten                                   | 3 jaar    |
| 7   | Fun Fortress       | Een verlaten kasteel waar de gasten snel kunnen verdwalen. | 1300 gasten                                   | 3 jaar    |
| 8   | Future World       | Een futuristisch park biedt uitbreidingsmogelijkheden. Na de monorail en verticale achtbaan zijn de gasten wel toe aan iets nieuws.                              | 1500 gasten                                   | 3 jaar    |
| 9   | Gentle Glen        | Een attractiepark gelegen op een redelijk klein eiland. De bezoekers houden alleen van rustige attracties.                                                       | 1200 gasten                                   | 3 jaar    |
| 10  | Jolly Jungle       | Een open gebied in de jungle, de speler krijgt de opdracht om hier een attractiepark te bouwen.                                                                  | 1600 gasten                                   | 4 jaar    |
| 11  | Hydro Hills        | Verschillende heuvels met daarop meren vormen de basis voor dit attractiepark. Bij de parkingang is een bootverhuur aanwezig.                                    | Parkwaarde van $ 20.000                       | 3 jaar    |
| 12  | Sprightly Park     | Een park dat te vergelijken is met Crumbly Woods van het basisspel. De Halitosis, een draaiende achtbaan, mag niet worden gesloopt.                              | 1500 gasten                                   | 3 jaar    |
| 13  | Magic Quarters     | Een cirkel die verdeeld is in vier landschappen. Een spoorweg verbindt de gebieden met elkaar.                                                                   | Parkwaarde van $ 30.000                       | 4 jaar    |
| 14  | Fruit Farm         | Een voormalige plantage moet worden omgebouwd worden tot een attractiepark. Paden en een spoorweg zijn al aanwezig.                                              | 1100 gasten                                   | 2 jaar    |
| 15  | Butterfly Dam      | Een gebied rondom een dam biedt ruimte voor een nieuw attractiepark.                                                                                             | 1400 gasten                                   | 3 jaar    |
| 16  | Coaster Canyon     | Een lange kloof is de basis voor dit attractiepark. | 1200 gasten                                   | 3 jaar    |
| 17  | Thunderstorm Park  | In het midden van een park staat een grote piramide. Ook een reuzenrad, schommelschip en een gelanceerde vrije val zijn aanwezig in het park.                    | 1400 gasten                                   | 3 jaar    |
| 18  | Harmonic Hills     | Bouwen boven boomhoogte is in dit scenario niet toegestaan. | 1200 gasten                                   | 3 jaar    |
| 19  | Roman Village      | Een door de Romeinen geïnspireerd attractiepark. | 1500 gasten                                   | 3 jaar    |
| 20  | Swamp Cove         | Een gebied met kleine eilandjes op een meer. Twee achtbanen zijn al aanwezig in het attractiepark.                                                               | 1600 gasten                                   | 3 jaar    |
| 21  | Adrenaline Heights | De gasten van dit attractiepark houden van intense attracties. Het bouwen van veel achtbanen is daarom aanbevolen.                                               | 1600 gasten                                   | 3 jaar    |
| 22  | Utopia Park        | Een oase in het midden van de woestijn. Er is niet veel ruimte beschikbaar.                                                                                      | 1400 gasten                                   | 3 jaar    |
| 23  | Rotting Heights    | Een attractiepark met onafgemaakte en defecte attracties. Ook de paden kloppen niet helemaal.                                                                    | 1200 gasten                                   | 3 jaar    |
| 24  | Fiasco Forest      | Staat bekend als een van de meest uitdagende scenario's van de serie. De speler mag geen reclamecampagnes opstarten en er is van alles mis met de attracties.    | 900 gasten                                    | 1 jaar    |
| 25  | Pickle Park        | Een park waarbij de speler niet mag adverteren en reclame voor het pretpark mag maken.                                                                           | 1400 gasten                                   | 3 jaar    |
| 26  | Giggle Downs       | Een vierdelige tweelingachtbaan is het middelpunt van dit attractiepark.                                                                                         | 1250 gasten                                   | 2 jaar    |
| 27  | Mineral Park       | Een verlaten steenmijn is de basis voor dit attractiepark. | Parkwaarde van $ 10.000                       | 2 jaar    |
| 28  | Coaster Crazy      | Het eerste scenario met dit soort doel, het bouwen van achtbanen. De gebruiker heeft hiervoor onbeperkt tijd.                                                    | 10 achtbanen met een spanningswaarde van 6,00 | Geen      |
| 29  | Urban Park         | Met een zeer kleine oppervlakte is het niet makkelijk om tegen een woonwijk een attractiepark te bouwen.                                                         | 1000 gasten                                   | 3 jaar    |
| 30  | Geoffrey Gardens   | Vergelijkbaar met Evergreen Gardens van het basisspel. Een tuin met aangelegde paden.                                                                            | 2000 gasten                                   | 4 jaar    |

### Bochtige Banen
Bochtige Banen (Engelse titel: Loopy Landscapes) werd uitgebracht op 29 september 2000 in Europa. Een dag later was de uitbreiding verkrijgbaar in de Verenigde Staten. In Australië kwam de uitbreiding op 2 augustus 2001 uit.
Deze uitbreiding bevat nieuwe attracties en objecten. Nieuwe scenario's zijn ook aanwezig, dit keer met nieuwe doelen zoals een minimumaantal achtbanen in een park. Bij alle scenario's kan de speler alleen een prijs voor de attracties instellen, de toegang tot het park is gratis.

#### Scenario's
| Nr. | Naam van scenario          | Omschrijving | Doel                                                   | Tijdsduur |
| --- | -------------------------- | --- | ------------------------------------------------------ | --------- |
| 1   | Iceberg Islands            | De speler moet van vijf ijsbergen op water een succesvol attractiepark maken. | 1250 gasten                                            | 3 jaar    |
| 2   | Volcania                   | Een niet-actieve vulkaan heeft vijf onafgemaakte achtbanen. De speler moet deze voltooien. | 5 achtbanen voltooien met een spanningswaarde van 6,70 | Geen      |
| 3   | Arid Heights               | Het eerste scenario van de spellenserie dat beschikt over onbeperkt tijd en geld. Het scenario is niet meer te halen als het park vier weken lang een klasse heeft die onder de 700 zit.                                                                           | 2000 gasten                                            | Geen      |
| 4   | Razor Rocks                | Een woestijnachtig gebied met daarin tien grote rotsen. | 10 achtbanen met een spanningswaarde van 6,00          | Geen      |
| 5   | Crater Lake                | Een diep meer dat gevormd is in een krater. Hierdoor is het bouwen van attracties duurder, maar dit zorgt wel voor een hogere spanningswaarde. | 1300 gasten                                            | 3 jaar    |
| 6   | Vertigo Views              | Het eerste scenario met een doel dat te maken heeft met het maandelijks inkomen van een attractiepark. Om te beginnen is er al een achtbaan in het park aanwezig.                                                                                                  | Maandelijks inkomen van $ 8.000                        | Geen      |
| 7   | Paradise Pier 2            | Vervolg op Big Pier uit de vorige uitbreiding. De speler beschikt nu over meer ruimte en zelfs een paar bestaande attracties. | 1200 gasten                                            | 2 jaar    |
| 7   | Big Pier 2 (buiten Europa) | Vervolg op Big Pier uit de vorige uitbreiding. De speler beschikt nu over meer ruimte en zelfs een paar bestaande attracties. | 1200 gasten                                            | 2 jaar    |
| 8   | Dragon's Cove              | In deze baai krijgt de speler de opdracht om vijf achtbanen te voltooien. | 5 achtbanen voltooien met een spanningswaarde van 6,70 | Geen      |
| 9   | Good Knight Park           | Een kasteel met daarin een tweelingachtbaan moet worden uitgebreid tot een groter attractiepark. | 1200 gasten                                            | 3 jaar    |
| 10  | Wacky Warren               | Twee ondergrondse achtbanen helpen bij het doel. Ook de paden zijn bijna allemaal ondergronds. | Maandelijks inkomen van $ 9.000                        | Geen      |
| 11  | Grand Glacier              | Een gletsjer zorgt voor een oneven terrein. Het behalen van de klasse van 600 is moeilijker dan in andere scenario's. | 1500 gasten                                            | 3 jaar    |
| 12  | Crazy Craters              | Dit scenario is te vergelijken met Arid Heights. De speler heeft beschikking over onbeperkt tijd en geld. Het scenario is niet meer te halen als het park vier weken lang een klasse heeft die onder 700 zit.                                                      | 2000 gasten                                            | Geen      |
| 13  | Dusty Desert               | In een woestijn moet de speler vijf achtbanen voltooien. | 5 achtbanen voltooien, spanningswaarde van 7,00        | Geen      |
| 14  | Woodworm Park              | Alleen rustieke attracties zijn toegestaan in dit attractiepark. Een spoorweg en bootverhuur zijn al aanwezig. | 1600 gasten                                            | 3 jaar    |
| 15  | Icarus Park                | De paarse landkleur en oranje waterkleur maken dit een opvallend scenario. | Maandelijks inkomen van $ 10.000                       | Geen      |
| 16  | Sunny Swamps               | Dit bestaand attractiepark biedt ruimte voor uitbreiding. Twee waterattracties zijn al aanwezig in het park. | 1600 gasten                                            | 3 jaar    |
| 17  | Frightmare Hills           | Een spookachtig attractiepark met gasten die niet snel tevreden zijn. | 1500 gasten                                            | 3 jaar    |
| 18  | Thunder Rocks              | Vervolg op Thunder Rock uit het basisspel. Nu heeft de speler beschikking over een tweede steen. Ook in dit scenario zijn gasten moeilijker tevreden te houden. | 1500 gasten                                            | 3 jaar    |
| 19  | Octagon Park               | De speler moet 10 achtbanen bouwen van ten minste 1.200 meter lang. Dit moet gebeuren in een attractiepark in de vorm van een achthoek. | 10 achtbanen met een spanningswaarde van 7,00          | Geen      |
| 20  | Pleasure Island            | Een smalle landstrook moet beschikken over tien achtbanen. | 10 achtbanen met een spanningswaarde van 6,00          | Geen      |
| 21  | Icicle Worlds              | Het derde scenario dat een sneeuw en ijs-thema heeft. Ook beschikt het attractiepark over onbeperkt geld en mag de klasse niet onder 700 komen. | 2500 gasten                                            | Geen      |
| 22  | Southern Sands             | Een groot attractiepark in de woestijn. Twee achtbanen en een monorail zijn al aanwezig. Gasten zijn niet snel tevreden. | 2300 gasten                                            | 4 jaar    |
| 23  | Tiny Towers                | Op een klein oppervlak moet de speler de vijf huidige achtbanen voltooien. | 5 achtbanen voltooien met een spanningswaarde van 6,40 | Geen      |
| 24  | Nevermore Park             | In een groot park, gelegen in een bos, moet de speler 10 achtbanen met een minimale lengte van 1.400 meter bouwen. Het is moeilijker om gasten naar het attractiepark te halen.                                                                                    | 10 achtbanen met een spanningswaarde van 7,00          | Geen      |
| 25  | Pacifica                   | Een klein tropisch eiland vormt de basis van dit attractiepark. | Maandelijks inkomen van $ 8.000                        | Geen      |
| 26  | Urban Jungle               | Dit scenario bevat een groot verlaten gebouw in een jungle met bovenop een observatietoren. Gasten zijn moeilijker tevreden te houden. | 1200 gasten                                            | 3 jaar    |
| 27  | Terror Town                | De speler krijgt nu te maken met een verlaten woonwijk. Hierin mag hij/zij tien achtbanen bouwen. | 10 achtbanen met een spanningswaarde van 6,00          | Geen      |
| 28  | Megaworld Park             | Dit attractiepark is gebaseerd op Mega Park van het basisspel en bevat 23 achtbanen en 28 attracties, maar kampt met problemen zoals bevuilde paden en gebrek aan winkels. De speler heeft beschikking tot onbeperkt geld, de parkklasse mag niet onder 700 komen. | 3500 gasten                                            | Geen      |
| 29  | Venus Ponds                | Een scenario met oranje water. De gasten zijn moeilijk naar het park te krijgen en zijn ook minder snel tevreden. | 1600 gasten                                            | 4 jaar    |
| 30  | Micro Park                 | De speler heeft maar beschikking over een klein speel- en bouwveld, en moet dus goed passen en meten. | Parkwaarde van $ 10.000                                | 3 jaar    |